# David Dale
David Dale (1739-1806) est un négociant écossais qui devint à 45 ans l'un des premiers entrepreneurs du coton britannique et l'un des plus importants industriels du XVIIIe siècle, en fondant en 1784 le village-champignon de New Lanark, où 4 usines comptaient 2 500 ouvriers et fonctionnaient avec l'énergie des chutes d'eau de la rivière Clyde, près de Glasgow.

## Biographie
Fils d'épicier, David Dale fut apprenti tisserand puis employé chez un négociant en soie à Cambuslang, ce qui l'amèna à réfléchir sur les moyens d'abaisser le prix de vente des textiles, à une époque où ils sont encore élevés.
Il devient ensuite négociant en lin, en se mettant à son compte avec l'aide financière de quelques amis, à une époque où cette matière première textile prend de l'importance en Écosse, mais bute sur des problèmes de qualité, faute de trouver une technique de blanchissement optimale. Il devient importateur de lin des Flandres françaises, puis de lin hollandais. Par ailleurs agent de la Royal Bank of Scotland, dont le père de sa femme Ann Caroline était administrateur, il partageait un bureau de cette banque à Glasgow avec un horloger.
Il rencontra en 1783 à Glasgow Richard Arkwright, l'inventeur de water frame, qui révolutionne le filage de coton, à l'occasion d'un dîner public réunissant industriels, négociants et banquiers. Le lendemain, il lui propose une coentreprise, après avoir réalisé à 43 ans une première tentative de création d'une usine de filés de coton à Blantyre, sur la rivière Clyde, au sud de Glasgow, dans la région de Lanark. 
Il recommence en établissant en 1784 à New Lanark, un peu plus au nord, le long des chutes d'eau qui apportent de l'énergie hydraulique, un site industriel qui va se maintenir pendant deux siècles. Son usine utilise la technologie des rouleaux de la water frame créée par Richard Arkwright en 1768. Le brevet étant contesté en justice, il se retrouve seul bénéficiaire de la coentreprise créée avec l'inventeur. 
Il a par ailleurs investi 20 000 sterling dans une mine de charbon profonde, près de Barrowfield, avec ses associés Robert Tennant et David Tod mais sans parvenir au gisement recherché.
Dale avait fondé, dès 1790, un magasin coopératif ou économat dans lequel il vendait, au prix de revient, les denrées pour les employés de ses usines, qui étaient par ailleurs logés dans des bâtiments étroits, avec une seule pièce par famille.
En 1799, le penseur socialiste Robert Owen épouse sa fille Caroline et crée une société par actions pour la reprise de l'entreprise pour 66 000 sterling. Après avoir employé jusqu'à 500 enfants des orphelinats d'Édimbourg, Owen construit en 1816 des écoles pour les enfants de fileurs et lance en 1817 le mot d’ordre : « 8 heures de travail, 8 heures de loisir, 8 heures de sommeil », qui sera repris un demi-siècle plus tard par l'Internationale socialiste.
Pasteur protestant de l'église d'Écosse, capable de lire les écritures saintes en grec et en hébreu, David Dale a créé une branche dissidente, l'Old Scotch Independents. Il a également été élu magistrat de la ville de Glasgow en 1791 puis 1794.